# Wolfsheim (band)
Wolfsheim was een Duitse band uit Hamburg die befaamdheid kreeg vanwege het nummer "The Sparrows and the Nightingales" en later "It's Not Too Late (Don't Sorrow)", "Kein zurück", "Once in a Lifetime" en "Künstliche welten".

## Geschiedenis
De naam van de band is afgeleid van het personage Meyer Wolfsheim uit het boek De grote Gatsby. Wolfsheim werd in 1987 opgericht door Markus Reinhardt en zanger Peter Heppner. In 2008 scheidden hun wegen. Heppner ging solo verder. Hun grootste succes had het duo met het donkere synth-nummer "The Sparrows and the Nightingales" uit 1991. Hoewel geen (inter)nationale hit, werd deze een klassieker binnen het gothic-milieu.
Sinds januari 2008 probeert producer Markus Reinhardt om zanger Peter Heppner met gerechtelijke stappen te weren uit hun Wolfsheim-project omdat Heppner hun gezamenlijke project "verwaarloost vanwege zijn solo-activiteiten". De zaak werd door de rechtbank van Hamburg behandeld.
In oktober 2020 ging Reinhardt in hoger beroep en was de zaak nog altijd aan de gang, waarbij Heppner zelfs Reinhardt verweet dat hij de fans van Wolfsheim "verwaarloost".

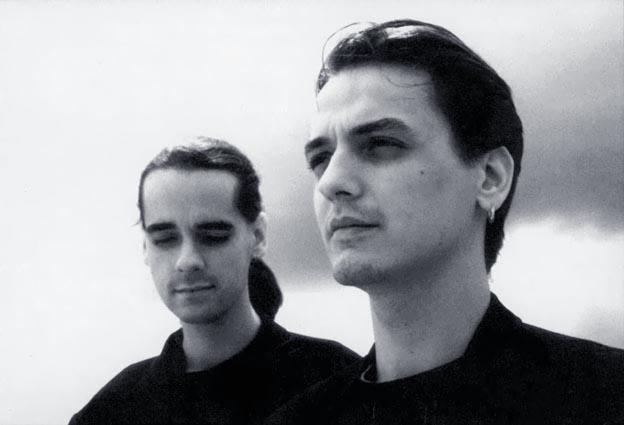
Markus Reinhardt (links) en Peter Heppner als Wolfsheim, in betere tijden (1992)

## Discografie
Demo's
- 1988 – Ken Manage (Tape)
- 1989 – Any But Pretty (Tape)

Albums
- 1992 – No Happy View
- 1993 – Popkiller
- 1995 – 55578
- 1996 – Dreaming Apes
- 1997 – Hamburg Rom Wolfsheim (Live)
- 1999 – Spectators
- 2003 – Casting Shadows

Singles / Maxis
- 1991 – The Sparrows and the Nightingales
- 1992 – It's Not Too Late
- 1992 – Thunderheart
- 1993 – Now I Fall
- 1994 – Elias
- 1995 – Closer Still
- 1996 – A New Starsystem Has Been Explored
- 1998 – Once In A Lifetime
- 1998 – It's Hurting For The First Time
- 1999 – Künstliche Welten
- 1999 – Sleep Somehow (12" Vinyl)
- 2003 – Kein Zurück
- 2003 – Find You're Here
- 2004 – Blind